# Světská sláva – polní tráva
Světská sláva – polní tráva je třetí studiové album Václava Neckáře. Jedná se o první album, které nebylo kolekcí ověřených singlů, ale nových skladeb, které nebyly předtím vydány.
Na desce se podílel nový tým, který byl ústřední pro budoucí kariéru se skupinou Bacily. Autorsky se na desce podílel Angelo Michajlov, Bohuslav Ondráček či Petr Hejduk, ale také Otakar Petřina, který napsal hudbu ke skladbám „Perla“ a „Patrick“. Původní hudbu pro „Perlu“ napsal Michajlov, ale Petřina napsal svoji vlastní verzi, kterou Neckář preferoval. Nejdůležitějším členem nového tvůrčího týmu byl Zdeněk Rytíř, který spolupracoval s Neckářem už od jeho nastoupení do divadla Rokoko.

## Seznam písní

### Původní vydání
1. Světská sláva – polní tráva (Angelo Michajlov / Eduard Krečmar) – 3:05
2. Chýše z větvoví (Donovan Leitch / Zdeněk Rytíř) – 3:30
3. Hajdy, hajdy ven (Zdeněk Marat / Zdeněk Borovec) – 2:50
4. Rosemary (Barry Mason / Tony Macaulay / Zdeněk Rytíř) – 2:40
5. Perla (Otakar Petřina / Zdeněk Rytíř) – 11:05
6. Evelýna (Roland Vincent / Michel Delpech / Zdeněk Rytíř) – 4:20
7. Šel setník z vojny domů (Ivan Kotrč / Zdeněk Borovec) – 3:15
8. Bukanýr (Petr Hejduk / Zdeněk Rytíř) – 3:40
9. Čáry máry (Bohuslav Ondráček / Zdeněk Rytíř) – 2:55
10. Vobora (Milan Klipec / Jaroslav Šprongl) – 2:35
11. Patrick (Otakar Petřina / Zdeněk Rytíř) – 5:00

## Nahrávání
- Václav Neckář – zpěv
- Vladimír Popelka – hudební režie, aranžmá (1/2/6/7/10)
- František Řebíček – zvuková režie
- Milan Svoboda – technická spolupráce
- Otakar Petřina – aranžmá (3/5/8/11)
- Jindřich Brabec – aranžmá (4)
- Bohuslav Ondráček – aranžmá (9)